# NGC 6912
NGC 6912 is een balkspiraalstelsel in het sterrenbeeld Steenbok. Het hemelobject werd op 14 augustus 1881 ontdekt door de Amerikaanse astronoom Edward Singleton Holden.

## Synoniemen
- ESO 596-38
- MCG -3-52-8
- IRAS 20240-1846
- PGC 64700